# You make me do it in strange places
You make me do it in strange places er en film instrueret af Prami Larsen og Jørgen Teller.

## Handling
Hvem danser med hvem? Hvad er op og ned? Stedet. Kroppen. Noget er på færde. Et trekantsdrama mellem danseren, kameraet og dig. Danseren har sin historie. Du har din. Er han forelsket? På flugt? På jagt? En dansevideo. Eller videotrashtraces af en dansers bevægelser gennem underlige rum. Han skiftevis forfører og aflures. Og man ved aldrig, hvor næste spring bringer videoen hen.